# Сергий (Попков)
Митрополи́т Се́ргий (в миру Серге́й Алекса́ндрович Попко́в; род. 17 мая 1974, Нижний Тагил, Свердловская область) — епископ Русской Древлеправославной церкви, митрополит Сибирский (с 2005).

## Биография
Родился 17 мая 1974 года в городе Нижний Тагил, в Свердловской области. Воспитан в старообрядческой традиции бабушкой — потомственной староверкой Зинаидой Максимовной Репьевой.
В 1993 году поступил в Высшее духовное училище Русской древлеправославной церкви в городе Новозыбкове, в Брянской области.
4 декабря 1994 года был рукоположен в сан диакона, а 19 декабря 1994 года — в сан пресвитера, в связи с чем III и IV курсы училища оканчивал заочно. По окончании духовного училища защитил дипломную работу «Староверы Забайкалья».
В 1995 году был направлен на служение в Республику Бурятию, в село Куйтун. С приездом священнослужителя, с 1996 года в селе началось строительство обширного храма, который 7 июня 1998 года, в день празднования Святой Троицы, был освящён во имя святителя Николы Чудотворца.
25 июня 2000 года в церкви села Бичура архиепископ Александр (Калинин) возвёл священноиерея Сергия в сан протоиерея, а в 2001 году назначил на служение настоятелем прихода Рождества Христова в городе Улан-Удэ, где он возглавил строительство первого древлеправославного храма в городе.

### Епископское служение
27 февраля 2005 года патриархом Московским и всея Руси Александром в сослужении с епископом Белорусским и Украинским Иосифом (Золотухиным) был рукоположен в сан епископа Сибирского.
За время своего служения, явился организатором и участником строительства церквей в селах Куйтун, Тарбагатай, Улан-Удэ и других.
25 декабря 2015 года, по решению Архиерейского Собора Русской Древлеправославной церкви, был возведён в достоинство митрополита.